# 4. век п. н. е.
4. век пне. је почео 1. јануара 400. п. н. е. и завршио се 31. децембра 301. п. н. е.

## Личности

### Уметници

#### Уметници масовне културе
Види такође: космолошка доба, геолошки еони, геолошке ере, геолошка доба, геолошке епохе, развој човека, миленији, векови године, дани